# Halowe Mistrzostwa Europy w Lekkoatletyce 1976 – bieg na 3000 m mężczyzn
Bieg na 3000 metrów mężczyzn – jedna z konkurencji biegowych rozgrywanych podczas halowych lekkoatletycznych mistrzostw Europy w  Olympiahalle w Monachium. Eliminacje zostały rozegrane 21 lutego, a bieg finałowy 22 lutego 1976. Zwyciężył reprezentant Republiki Federalnej Niemiec Ingo Sensburg. Tytułu zdobytego na poprzednich mistrzostwach nie bronił Ian Stewart z Wielkiej Brytanii.

## Rezultaty

### Eliminacje
Rozegrano 2 biegi eliminacyjne, do których przystąpiło 12 biegaczy. Awans do finału dawało zajęcie jednego z pierwszych czterech miejsc w swoim biegu (Q).
Opracowano na podstawie materiału źródłowego.
Bieg 1
| Miejsce | Zawodnik             | Czas   | Uwagi |
| ------- | -------------------- | ------ | ----- |
| 1       | Spilios Zacharopulos | 8:10,0 | Q     |
| 2       | Štefan Polák         | 8:10,0 | Q     |
| 3       | Fernando Cerrada     | 8:10,2 | Q     |
| 4       | Peter Weigt          | 8:10,2 | Q     |
| 5       | Paul Copu            | 8:10,6 |       |
| 6       | Günther Hasler       | 8:28,4 |       |
| –       | Ruben Sørensen       | DNF    |       |

Bieg 2
| Miejsce | Zawodnik             | Czas   | Uwagi |
| ------- | -------------------- | ------ | ----- |
| 1       | Ray Smedley          | 8:02,4 | Q     |
| 2       | Ingo Sensburg        | 8:02,4 | Q     |
| 3       | Józef Ziubrak        | 8:02,6 | Q     |
| 4       | Hans-Jürgen Orthmann | 8:02,8 | Q     |
| 5       | Dan Glans            | 8:02,8 |       |

### Finał
Opracowano na podstawie materiału źródłowego.
| Miejsce | Zawodnik             | Czas   |
| ------- | -------------------- | ------ |
| 1       | Ingo Sensburg        | 8:01,6 |
| 2       | Józef Ziubrak        | 8:02,0 |
| 3       | Ray Smedley          | 8:02,2 |
| 4       | Fernando Cerrada     | 8:02,8 |
| 5       | Štefan Polák         | 8:03,2 |
| 6       | Peter Weigt          | 8:03,2 |
| 7       | Spilios Zacharopulos | 8:05,2 |
| 8       | Hans-Jürgen Orthmann | 8:10,4 |